# Алиев, Газанфар Керим оглы
Газанфар Керим оглы Алиев (азерб. Qəzənfər Kərim oğlu Əliyev) — Герой Социалистического Труда (1980), Почётный железнодорожник (1959), Лауреат Государственной премии Азербайджанской ССР (1978), Депутат Верховного Совета Азербайджанской ССР VIII, IX и X созывов (1971—1984), Член Президиума Верховного Совета Азербайджанской ССР, машинист локомотивного депо Кировобад Азербайджанской железной дороги.

## Биография
Газанфар Керим оглы Алиев родился 26 мая 1927 года в городе Гянджа (Азербайджан). После окончания средней школы поступил в профессионально-техническое железнодорожное училище и окончил это училище в 1945 году. В том же году начал работать в Локомотивном депо г. Гянджа помощником машиниста, а с 1948 года машинистом паровоза. В 1958 году, после успешного окончания курсов машинистов электровоза, начал водить поезда на электровозной тяге по стальной магистрали Республики.
Уже начиная с 1950 года, работая машинистом паровоза, Г. Алиев применял передовые методы вождения поездов. В то время паровозы и тепловозы могли перевозить нормативно 1800 тонн груза, а иногда можно было поднять грузоперевозку до 2500-3000 тонн, в таком случае нужно было подсоединить подталкивающий локомотив к поезду. Впервые умелый машинист, опираясь на свои профессиональные знания и накопленный годами индивидуальный опыт, отказался от подталкивающего локомотива, стараясь рационально использовать топливо. Отлично зная профиль пути, он применял наиболее оптимальные режимы вождения поездов на каждом участке. Настойчивая и кропотливая работа дала свои замечательные результаты. В связи с этим ведущие железнодорожные специалисты со всех уголков СССР начали приезжать в Гянджу для того, чтобы узнать у Газанфара Алиева принципы и опыт вождения тяжеловесных поездов.
1 августа 1959 года за выдающиеся достижения Г. Алиев был награждён одним из высших орденов СССР — «Орден Ленина» и «Почётный железнодорожник», а коллектив во главе с ним удостоился звания «Бригады Коммунистического Труда».
В начале 70-ых годов в Гянджинском Локомотивном Депо паровозы были заменены на электровозы, и грузоподъёмность увеличилась с 1800 до 3000 тонн. В те годы Г. Алиев, став инициатором, выдвинул предложение поднять грузоперевозку и за короткий срок выполнил своё обещание. 4 мая 1971 года, подняв грузоперевозку до 5000 тонн, и сэкономив при этом несколько тысяч киловатт-часов электроэнергии, удостоился одной из высших наград СССР — «Орден Октябрьской Революции».
В 1978 году Газанфару Алиеву удалось установить новый рекорд. Его партнёр, машинист Московского Локомотивного Депо, дважды Герой Социалистического Труда Соколов Виктор Фадеевич с двумя локомотивами перевез 10 тысяч тон груза за 265 км. А Газанфар Алиев же без подталкивающего локомотива, то есть с одним локомотивом перевез 10 тысяч 100 тонн груза за 267 км, тем самым установив новый рекорд в истории железной дороги МП СССР. До сих пор, этот рекорд не был обновлён. За это достижение ему присвоили имя Лауреата Государственной Премии Азербайджанской ССР.
Машинист Г. Алиев выполнил план десятой пятилетки за 3 года 6 месяцев, показывая пример высокого производственного труда. За выдающиеся успехи, достигнутые в досрочном выполнении заданий десятой пятилетки по производству Промышленной и Сельскохозяйственной продукции Указом Президиума Верховного Совета СССР от 3 октября 1980 года Газанфару Керим оглы Алиеву было присвоено звание Герой Социалистического Труда с вручением «Орден Ленина» и золотой медали «Серп и Молот».
Кроме того, в период его трудовой деятельности Герой Газанфар Алиев был награждён медалями «За трудовое отличие» (1956), «За трудовую доблесть» (1963) и юбилейной медалью «За доблестный труд. В ознаменование 100-летия со дня рождения Владимира Ильича Ленина» (1970). 1963 году был награждён Почётной грамотой Президиума Верховного Совета Азербайджанской ССР. Кроме этого, был награждён разными медалями и дипломами СССР.
Талантливый наставник и опытный мастер вождения тяжеловесных поездов Г. К. Алиев передавал свой опыт молодым железнодорожникам. Его отличали скромность, чуткое и внимательное отношение к товарищам по работе. Он пользовался большим уважением в коллективе. Г. Алиев принимал активное участие в общественно-политической жизни Азербайджана. С 1967 года по 1971 год он был Депутатом городского Совета г. Гянджа, с 1971 года по 1984 год 3 раза подряд был избран Депутатом Верховного Совета Азербайджанской ССР VIII, IX и X созывов, с 1980 года был членом Президиума Верховного Совета Азербайджанской ССР, XXIX съезде Компартии Азербайджана был избран кандидатом ЦК КП Азербайджана, а на XXX съезде Компартии Азербайджана был избран членом ЦК КП Азербайджана, был членом ЦК профсоюза рабочих железнодорожного транспорта и делегатом XXVI съезда Коммунистической Партии Советского Союза, который проходил в Москве 23 февраля 1981 года в Георгиевском зале Большого Кремлёвского Дворца.
Газанфар Алиев пользовался большим уважением и имел хорошую репутацию в стране. Общенациональный лидер Гейдар Алиев уважительно относился к нему за его профессионализм, трудолюбие и любовь к Родине, а также за уважение и хорошую репутацию среди населения города Гянджа.
17 июля 1984 года Газанфар Керим оглы Алиев скончался в возрасте 57 лет. Он был похоронен на территории Аллеи Почётного захоронения в г. Гянджа. Был женат, имел 10 детей.

## Память
В городе Гянджа в честь Газанфара Керим оглы Алиева была названа улица.

## Награды
- Герой Социалистического Труда (1980),
- 2 раза «Орден Ленина» (1959, 1980),
- «Орден Октябрьской Революции» (1971),
- Медаль «Серп и молот» (1980),
- Медаль «За трудовое отличие» (1956),
- «Почетный железнодорожник» (1959),
- Медаль «За трудовую доблесть» (1963),
- Медаль «За доблестный труд. В ознаменование 100-летия со дня рождения Владимира Ильича Ленина» (1970),
- Награждён Почетной грамотой Президиума Верховного Совета Азербайджанской ССР (1963).
- Лауреат Государственной Премии Азербайджанской ССР (1978).